# تريتيوم
التريتيوم هو نظير للهيدروجين ويحتوي على بروتون واثنين من النيوترونات ، وقد يستخدم في استخراج الطاقة النووية بواسطة الاندماج النووي، كما يحدث في القنبلة الهيدروجينية. ويبلغ وزنه ثلاثة أضعاف وزن الهيدروجين العادي.
يرجع أصل الاسم تريتيوم إلى الكلمة اللاتينية Triومعناها ثلاثة. ويتحلل التريتيوم عن طريق إصدار أشعة بيتا ويتحول إلى الهيليوم-3 ، ويتحول نصف التريتيوم إلى هيليوم في حوالي 12 عامًا، ولهذا يقال في الفيزياء أن عمر النصف للتريتيوم 12 سنة.

## خواصه

هيدروجين وديوتيريوم وتريتيوم.

والرمز الكيميائي للتريتيوم 3H كما تختصره الاصطلاحات الأجنبية بحرف T.
وبعكس الديوتيريوم أو الهيدروجين الثقيل الذي يحتوي على 1 بروتون و1 نيوترون ، يحتوي التريتيوم على 1 بروتون و2 نيوترون في النواة ولهذا فتبلغ كتلته الذرية 3.
ولكن تلك النواة غير مستقرة وتتحول خلال عمر النصف قدره 12.32 سنة عن طريق إصدار إلكترون ونقيض نيوترينو إلى الهيليوم-3 3He ، أي عن طريق تحلل بيتا:
{\displaystyle \mathrm {T} \longrightarrow \mathrm {^{3}He} +e^{-}+{\overline {\nu }}_{e}}
ويصاحب هذا التحلل إصدار طاقة تبلغ 18.6 كيلو إلكترون فولت (1000 إلكترون فولت). ويكون نصيب الإلكترون الصادر منها في المتوسط 5.7 كيلوإلكترون فولت تظهر في شكل طاقة حركته.
وبالمقارنة بالطاقة الصادرة لتحلل بيتا للعناصر الأخرى فالطاقة الصادرة عن تحلل التريتيوم تعتبر طاقة ضعيفة. وهي تمتص في الماء خلال عدة ميكرومترات من مسارها، وهي لذلك لا تستطيع النفاذ في جسم الإنسان. ولكن خطورة غاز التريتيوم تكمن في استنشاقه، ولا يصح اشتنشاقه. ولذلك يتخد العاملين في مجال الفيزياء احتياطهم من عدم السماح للتريتيوم بالتسرب وكذلك عدم استنشاقه.

## اقرأ أيضا
- تخليق العناصر
- اندماج نووي
- خط زمني للانفجار العظيم